# Reinoso de Cerrato
Reinoso de Cerrato es una localidad y municipio de la comarca del Cerrato en la provincia de Palencia, comunidad autónoma de Castilla y León, España.

## Geografía
- Se encuentra una distancia de 14 km de Palencia, la capital provincial.
- Su término municipal tiene 23,13 km².
- Las poblaciones más cercanas son Magaz de Pisuerga, Villaviudas, Soto de Cerrato y Valdeolmillos.

## Historia
Separándonos de la carretera aparece Reinoso de Cerrato. Por su posición estratégica sobre una altura que domina la ribera del río Pisuerga, el pueblo ya estaría poblado en época celtíbera. 
En el siglo XI se le nombra como "Rinoso". En el XII se edificó su iglesia parroquial estando la aldea dividida en dos barrios: "Reynoso con su parroquia de Santa María y La Puente de Reynoso", donde existían unos molinos harineros y que era Encomienda de la Orden de Caballería de San Juan. 
En el interior de la iglesia de Santa María destacan sus dos retablos barrocos, una monumental talla de Santa Lucía de escuela de Gaspar de Becerra (siglo XVI), unas buenas tablas castellanas del siglo XV, en mal estado, y un bello grupo de Santa Ana, la Virgen y el Niño del XV.

### SigloXIX
Así se describe a Reinoso de Cerrato en la página 407 del tomo XIII del Diccionario geográfico-estadístico-histórico de España y sus posesiones de Ultramar, obra impulsada por Pascual Madoz a mediados del siglo XIX:

REINOSO

Villa con ayuntamiento en la provincia y diócesis de Palencia (2 1/2 leguas), partido judicial de Baltanás (2), audiencia territorial y capitanía general de Valladolid (8).
Situada en una ladera que la domina por el S denominada Santa Lucía y en la margen izquierda del río Pisuerga. Su clima es destemplado, bien ventilado y sano.
Consta de 68 casas; la del ayuntamiento; escuela de primeras letras concurrida por 26 niños y dotada con 1.100 reales; una fuente de no muy buenas aguas fuera de la población; iglesia parroquial (Nuestra Señora de la Asunción) servida por un cura de primer ascenso y un beneficiado, la cual tiene por anejo el despoblado de Barrio Melgar.
El término confina por N con Torquemada; E despoblado de Barrio; S Villaviudas, y O Magaz.
Su terreno es de mediana calidad y le baña el río citado, el cual tiene un hermoso puente de 17 arcos; al S hay un pedazo de monte poblado de mata baja de encina.
Los caminos son locales, carreteros y en regular estado. La correspondencia se recibe de la capital de provincia dos veces a la semana.
Producciones: trigo, cebada, centeno, avena, legumbres y vino; se cría ganado lanar; caza de liebres, conejos, perdices y codornices, y pesca de anguilas, truchas, barbos, cachos y bogas.
Industria: la agrícola; una fábrica de mantas de Palencia; un molino harinero con 3 piedras y un batán.
Población: 69 vecinos, 359 almas.

Capital productivo: 157.500 reales. Imponible: 12.668.

## Geografía humana

### Demografía
Cuenta con una población de 57 habitantes (INE 2024).
| Gráfica de evolución demográfica de Reinoso de Cerrato entre 1842 y 2021                                                                                              |
| |
| Población de derecho según los censos de población del INE Población de hecho según los censos de población del INEEn estos censos se denominaba Reinoso: 1842 y 1857 |